# Nguyễn Thị Khuê
Nguyễn Thị Khuê (chữ Hán: 阮氏奎; ? – ?), còn có húy là Bích Chi, phong hiệu Ngũ giai Hòa tần (五階和嬪), là một cung tần của vua Minh Mạng nhà Nguyễn trong lịch sử Việt Nam.

## Tiểu sử
Hòa tần Nguyễn Thị Khuê nguyên quán ở Phúc Lộc, Gia Định. Phụ thân của bà là Chưởng cơ Nguyễn Văn Thanh, được giao nhiệm vụ trấn thủ Quảng Yên. Năm sinh năm mất và thời gian nhập cung của Hòa tần đều không được sử sách ghi lại. Bà được phong làm Hòa tần năm 1838. Khi mất bà được ban thụy là Tĩnh Nhã (靜雅).
Tẩm mộ của Hòa tần Nguyễn Văn thị hiện nay tọa lạc tại phường Thủy Biều, Huế. Bia mộ của bà ghi là "Tiền triều Hòa tần Nguyễn Văn thị thụy Tĩnh Nhã chi tẩm", nên có thể đoán rằng, bà Hòa tần mất vào những năm trị vì của vua Tự Đức.

## Hậu duệ
Hòa tần Nguyễn Văn Thị Khuê sinh cho vua Minh Mạng được 4 hoàng tử và 6 hoàng nữ, là:
- Xuân Vinh Công chúa Nguyễn Phúc Tường Tĩnh (5 tháng 2 năm 1828 – 24 tháng 1 năm 1875), hoàng nữ thứ 28.
- Quảng Trạch Quận công Nguyễn Phúc Miên Cư (16 tháng 10 năm 1829 – 6 tháng 4 năm 1854), hoàng tử thứ 47.
- Điện Quốc công Nguyễn Phúc Miên Tỉnh (11 tháng 11 năm 1830 – 18 tháng 3 năm 1870), hoàng tử thứ 52.
- Vĩnh Chân Công chúa Nguyễn Phúc Thục Tuệ (2 tháng 2 năm 1832 – 9 tháng 10 năm 1854), hoàng nữ thứ 39.
- Nghĩa Đường Công chúa Nguyễn Phúc Tĩnh An (29 tháng 7 năm 1833 – 27 tháng 4 năm 1857), hoàng nữ thứ 42.
- Tân An Quận công Nguyễn Phúc Miên Bảo (26 tháng 4 năm 1835 – 13 tháng 7 năm 1854), hoàng tử thứ 68.
- Xuân Vân Công chúa Nguyễn Phúc An Nhàn (1836 – 7 tháng 7 năm 1854), hoàng nữ thứ 51.
- Phù Cát Quận công Nguyễn Phúc Miên Thân (20 tháng 7 năm 1837 – 17 tháng 8 năm 1875), hoàng tử thứ 74.
- Hoàng nữ Trinh Hoà (18 tháng 12 năm 1838 – 14 tháng 8 năm 1839), hoàng nữ thứ 55. Tảo thương.
- Hoàng nữ Tĩnh Trang (13 tháng 7 năm 1840 – 30 tháng 6 năm 1847), hoàng nữ thứ 60. Tảo thương.